# Calepodius
Calepodius, död 232, var en präst som led martyrdöden tillsammans med bland andra konsuln Palmatius, senatorn Simplicius och makarna Felix och Blanda.
Calepodius reliker vördas i basilikan Santa Maria in Trastevere i Rom.